# Jardín botánico de Bogotá
El Jardín Botánico de Bogotá, nombrado oficialmente Jardín Botánico José Celestino Mutis en honor al astrónomo y botánico José Celestino Mutis, es un centro de investigación, conservación y divulgación de la diversidad de las especies vegetales en Bogotá, capital de Colombia. Fundado en 1955 por el sacerdote Enrique Pérez Arbeláez. 
En mayo de 2022 el Gobierno nacional, a través del Ministerio de Ciencia, Tecnología e Innovación, concedió el reconocimiento como Centro de Investigación al Jardín Botánico José Celestino Mutis, tras validar que la entidad cumple la totalidad de los criterios técnicos y normativos vigentes, en términos de infraestructura, recursos y condiciones que aporten al desarrollo del conocimiento y de investigaciones científicas.
Mediante la Resolución 469 del 17 de mayo de 2022, el Viceministerio de Conocimiento, Innovación y Productividad de la Cartera de Ciencia y Tecnología, dispuso que el Jardín Botánico de Bogotá cumple con los criterios de evaluación establecidos en la Guía Técnica para el reconocimiento de centros e institutos de investigación, lo que lo convierte en el primer Jardín Botánico que ostenta la condición de Centro de Investigación en el país.
El Jardín botánico funciona como centro de investigación sobre ecosistemas en las zonas urbanas y rurales, con el fin de conocer las interacciones, el desarrollo y las afectaciones que tienen, para investigar y crear estrategias que permitan mejorar las coberturas vegetales urbanas y de la región. Es una entidad pública con funciones en la arborización de la ciudad, que busca garantizar la cobertura vegetal en Bogotá. 
Con una extensión aproximada de 195 000 m², el Jardín botánico, se ubica en la localidad de Engativá, cuenta con cerca de 46 645 individuos, 304 familias, 469 géneros, que corresponden a 903 especies, lo cual puede incrementar con los procesos de actualización y revisión de material vegetal, además del enriquecimiento de sus diferentes colecciones. De estas especies, cerca del 78% son nativas y el 14% son endémicas.

## Historia
Mutis fue el primero en consagrarse de lleno al estudio de las ciencias naturales en el territorio de la Nueva Granada. Mutis nació en Cádiz, España, el 6 de abril de  1732. En 1760 se trasladó a este territorio como médico del virrey Pedro Messía de la Cerda. Con el apoyo del virrey Antonio Caballero y Góngora y la aprobación del rey Carlos III inició en 1783 la Real Expedición Botánica del Nuevo Reino de Granada, que duró 33 años, en cuya labor se catalogaron 20.000 especies vegetales y 7000 animales.

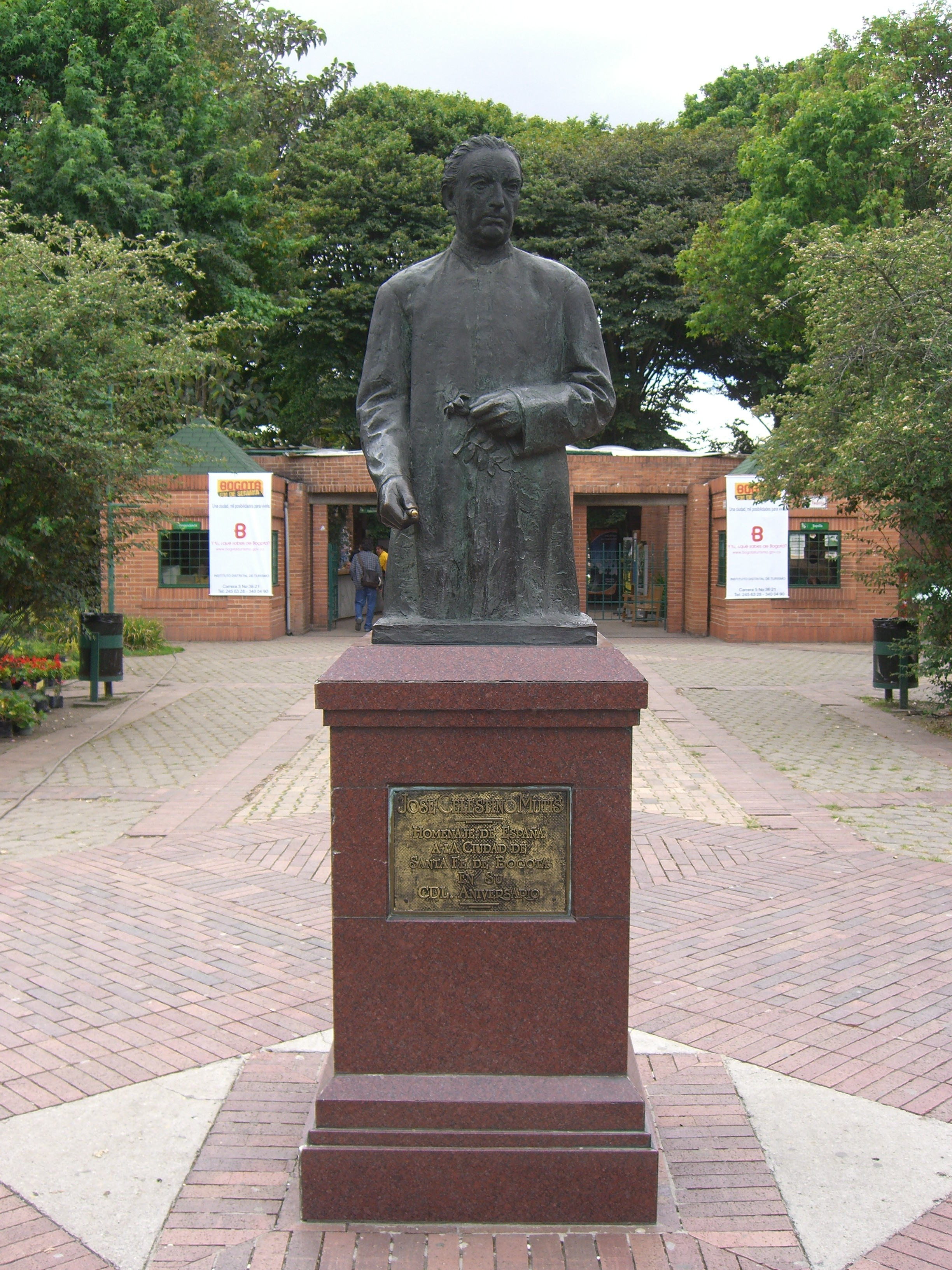
Estatua de José Celestino Mutis en la entrada del Jardín Botánico.

Durante sus siete años de permanencia en Mariquita, Mutis formó el primer jardín botánico de Colombia con el propósito de iniciar la aclimatación y dispersión de plantas tan importantes para la economía colombiana como los canelos, el café y la quina. Luego de padecer de fiebres palúdicas, decidió trasladarse a Santa Fe, en donde organizó otro jardín con semillas traídas de Europa por don Jorge Tadeo Lozano.
El fundador del actual jardín fue Enrique Pérez Arbeláez, quien además ejerció la función de recolector de semilla en los bosques de los Andes. Es autor del texto "Plantas útiles de Colombia" y del "plan de zonificación" del Jardín, y el Ingeniero Francisco Sánchez Hurtado ha sido uno de los encargados de desarrollar el proyecto.
De igual manera, gracias a los conocimientos del doctor Luis Eduardo Mora Osejo, se construyó el bosque que lleva su nombre. Con el apoyo de Lorencita Villegas de Santos surgió la rosaleda. En el siglo XX también se realizó la monumental cascada, el páramo y el lago principal. 

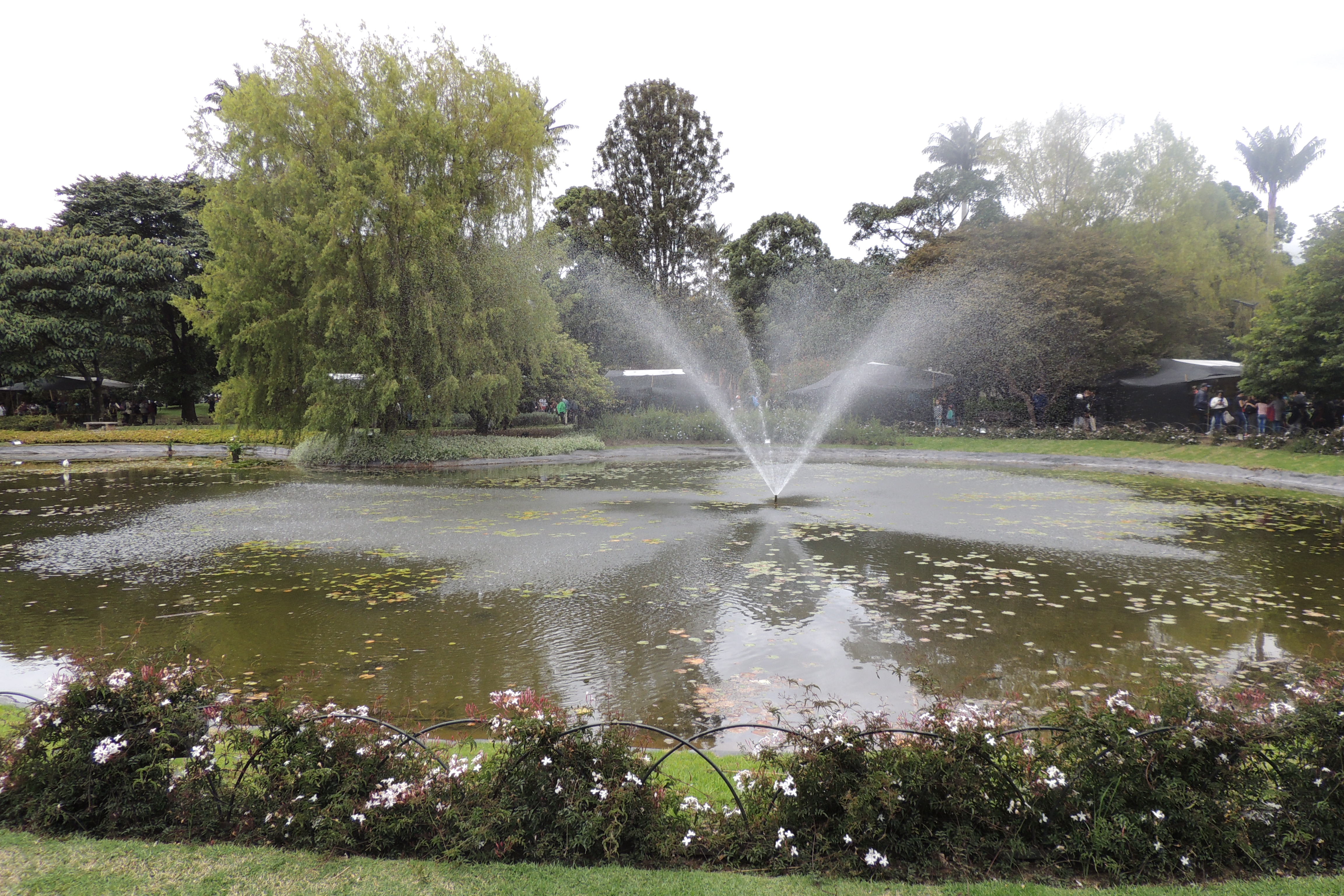
Lago principal, Jardín Botánico de Bogotá, Colombia, 2019.

Para realizar las actividades centrales de su gestión: investigación, educación y mantenimiento de sus colecciones e infraestructura, el Jardín ha sido fundación, corporación y ahora una entidad pública descentralizada que desarrolla su plan de acción y deriva sus recursos de la Alcaldía Mayor de Bogotá.

## Símbolos

### La flor de Mutis y el emblema del Jardín botánico

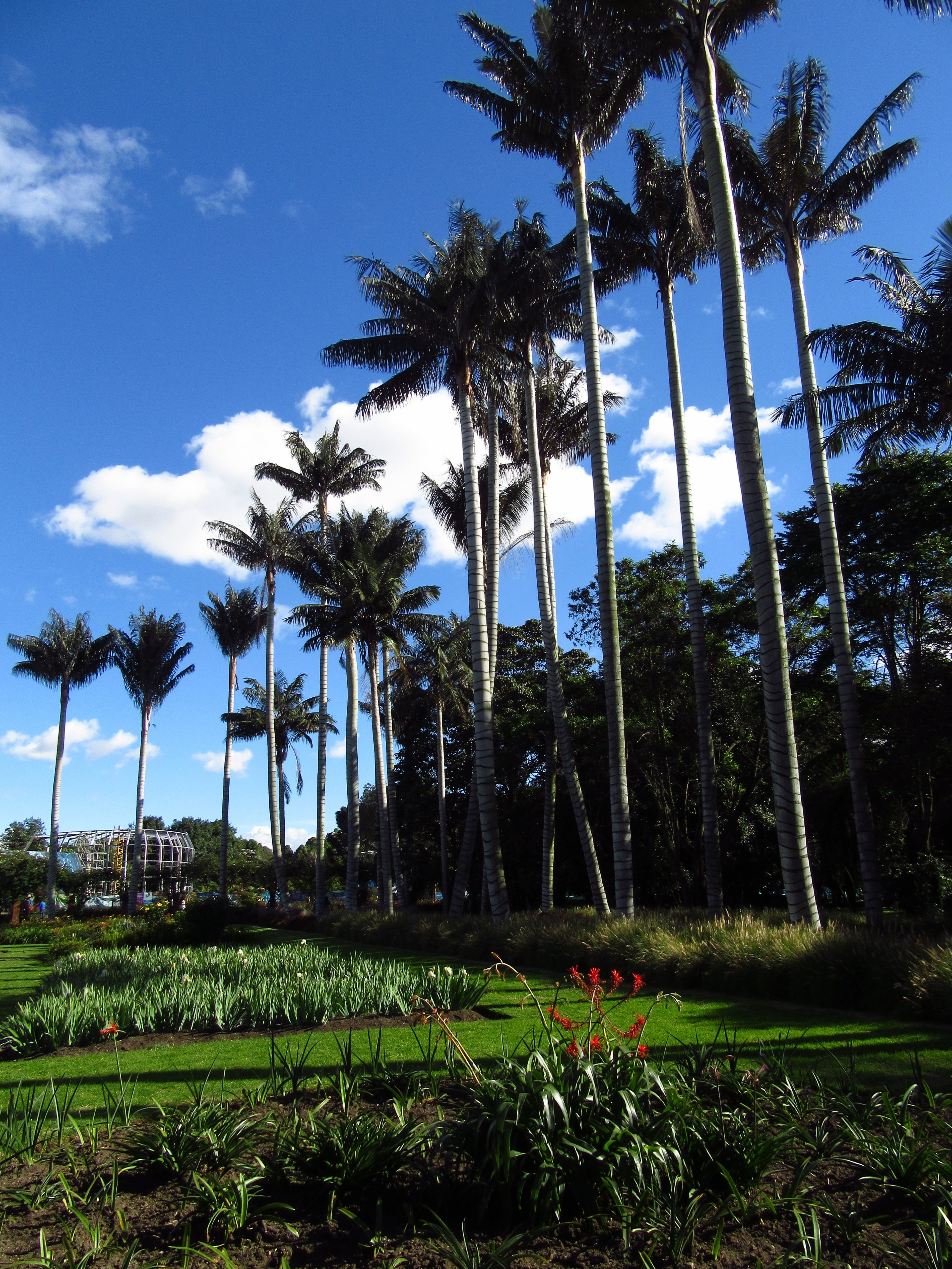
Palmas de cera en el Jardín Botánico.

Su nombre común es clavellino y el científico Mutisia clematis, Su familia es la de las asteraceae. Es una planta trepadora, de hojas compuestas color verde intenso por encima y blancuzco por debajo (debido a la abundante vellosidad aterciopelada que posee), presenta zarcillos (hojas modificadas que sirven para agarrarse a un cuerpo de ascenso) enroscados y de color verde claro. 
Su flor es muy vistosa, pendular y posee un color rojo vivo en sus pétalos. Es una especie característica de los bosques andinos de Colombia. Se distribuye en un rango altitudinal que va desde los 2.300 a los 3.200 m s. n. m., es característica de zonas abiertas y por lo general se ubica en el borde del bosque en donde aparece adherida a algunas plantas de estas zonas externas. 
Esta es una planta excepcional, ya que es una hierba de la familia de las compuestas pero trepadora y con zarcillos, lo que es completamente atípico en ella. Por este motivo Linneo, su descriptor, se sorprendió mucho al hallarla y le dio al género el nombre del sabio Mutis, con el objeto de inmortalizarlo y en la actualidad se encuentran descritas más de 50 especies del género Mutisia.

### Árbol y flor insignia de Bogotá
Por acuerdo distrital número 069 de 2002, se declaró el nogal (Juglans neotropica) como árbol insignia de Bogotá. El nogal es el árbol insignia de la capital, reemplazando el tradicional caucho Sabanero y destacándose por su longevidad, resistencia a la contaminación y valor paisajístico e histórico.
En diciembre de 2003, el Concejo adoptó la orquídea Odontoglossum luteopurpureum como flor insignia de Bogotá. Es característica de la penumbra húmeda de los cerros Orientales de la sabana de Bogotá y se encuentra en peligro de extinción. No es una parásita sino una epífita, pues vive principalmente sobre las ramas de los árboles, pero sin alimentarse de ellas.

## Colecciones
Considerada como el principal refugio de biodiversidad en la región capital, la colección viva del Jardín Botánico alberga a cerca de 54.884 individuos, 304 familias, 469 géneros, 903 especies y individuos de plantas representativas los ecosistemas andinos y de páramo. Esta Colección constituye una fuente de investigación, conservación de la diversidad y educación en la región y el país.
Los ecosistemas representados en la actualidad son bosque altoandino y páramo, con los que se busca representar especies nativas de la franja altitudinal entre los 2.800 y 3.250 m s. n. m.
La vegetación con la que cuenta el Jardín corresponde en un 15% a la total de Cundinamarca, y un 6% a la que tenemos a nivel nacional, siempre buscando priorizar los ecosistemas altoandinos y de páramo.

Es importante destacar que trabajan en la construcción del Tropicario más grande de Colombia y, posiblemente, de los más imponentes a nivel Latinoamérica, donde además tienen una proyección de albergar a 900 individuos de 200 especies, distribuidas en diferentes ambientes como Plantas útiles; CEPAC (Colecciones especializadas para la Conservación); Bosque Seco Tropical (bsT); Bosque Húmedo (Amazonia y Chocó biogeográfico) y Superpáramo.

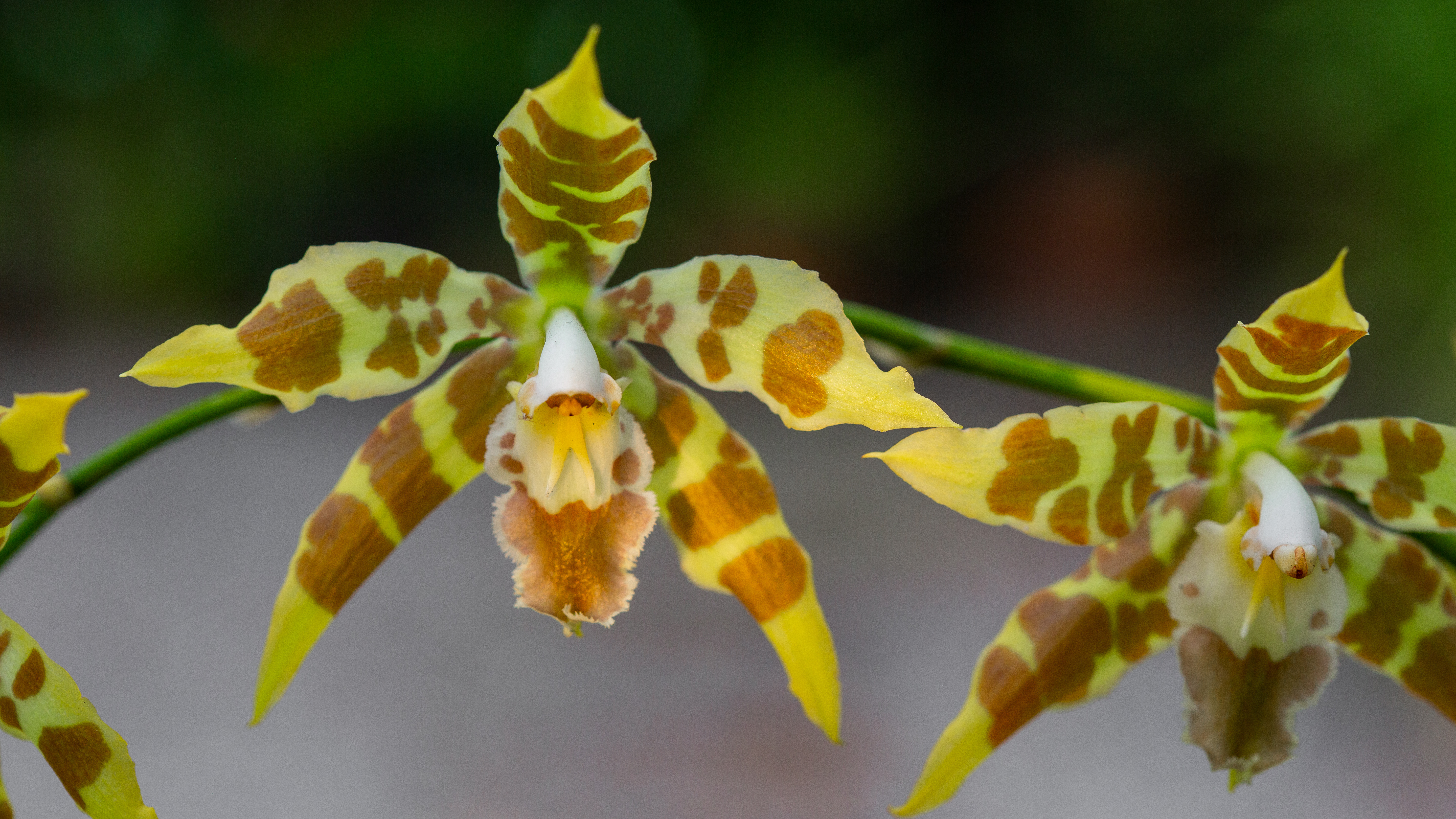
Orquídea distrital (Oncidium luteopurpureum).

Los principales criterios y características por medio de los cuales se priorizan las especies para el enriquecimiento de las colecciones son: su naturaleza; estado de alteración y condición de riesgo; y las afectaciones antrópicas y por fenómenos generados por el cambio climático que presentan. Lo anterior determina la necesidad de conservar las especies vegetales representativas de los ecosistemas altoandinos y de páramo, para asegurar su conocimiento y conservación en un ambiente distinto al natural (ex situ).
Dentro del Jardín se registran 73 especies entre las categorías de mayor amenaza, de las cuales, 30 son vulnerables, como el roble negro (Colombobalanus excelsa); el pino romerón (Podocarpus oleifolius) y el roble (Quercus humboldtii).
En estado de peligro hay 29 especies, entre las que están la palma de cera (Ceroxylon quindiuense), el cedro (Juglans neotropica) y el magnolio (Magnolia caricaefragrans).
Finalmente, en peligro crítico hay 14 especies como el comino (Aniba perutilis), la licania (Licania cabrerae) y mayo (Meriania mutisii).

## Tropicario de Bogotá
El Tropicario es un circuito de invernaderos ubicado dentro del Jardín Botánico de Bogotá, en el que se puede recorrer diferentes ecosistemas de Colombia, desde el superpáramo, ubicado en la parte más alta de nuestras montañas donde nacen los ríos que recorren el territorio, hasta las selvas húmedas tropicales que se encuentran entre los lugares más biodiversos del mundo. También, los valles interandinos de los ríos Cauca y Magdalena, hasta llegar a la Alta Guajira para conocer la biodiversidad del amenazado Bosque seco tropical.

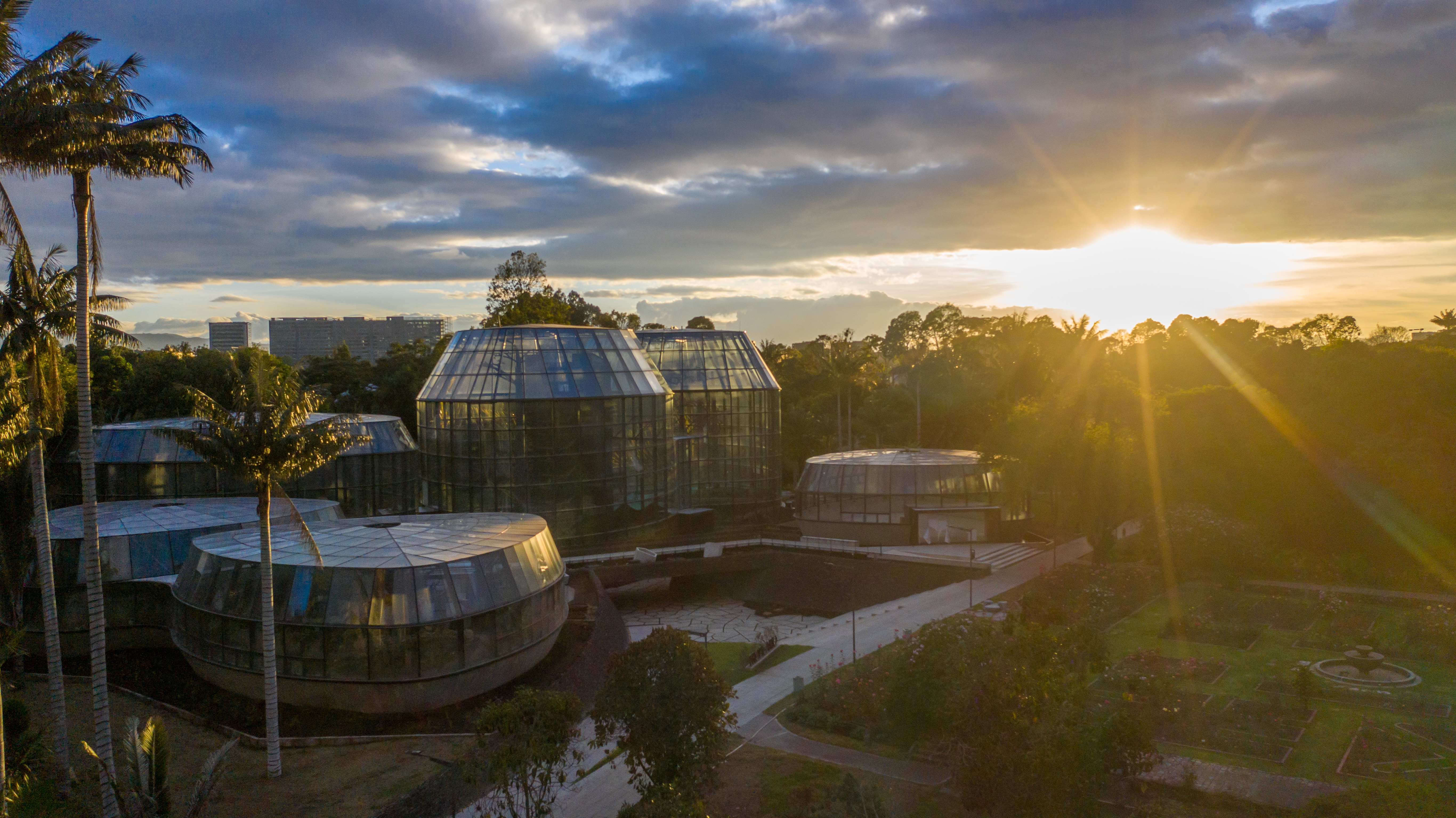
La riqueza ecosistémica de Colombia, en el corazón de Bogotá

Para público infantil y juvenil, el recorrido incluye acompañamiento de un educador ambiental a grupos de máximo 20 personas y actividades lúdicas antes y después del recorrido por los diferentes ambientes. Los visitantes nacionales y extranjeros pueden contar con acompañamiento de un educador ambiental, para grupos de máximo 20 personas. Se puede solicitar guía en inglés o francés.

### Clasificación temática de las salas
Superpáramo: Colección de plantas de rangos altitudinales entre 4.000 – 4.500 m s. n. m., predominando plantas no vasculares, asteráceas y rosáceas. Además, en esta sala se puede apreciar la exposición “Colombia en la Cima”, una impresionante colección de 20 imágenes del fotógrafo colombiano de naturaleza y patrimonios, César David Martínez.
Bosque húmedo tropical: Colecciones de la Amazonía y Chocó biogeográfico.
Bosque seco tropical: Se representa la flora del ecosistema más amenazado de Colombia.
Plantas útiles: Se representan categorías de uso como medicinales, alimenticias, fibras y mágico religiosas.
Colecciones especializadas para la conservación: Plantas en alguna categoría de amenaza, de hábitos terrestres y epífitos.

## Actividades

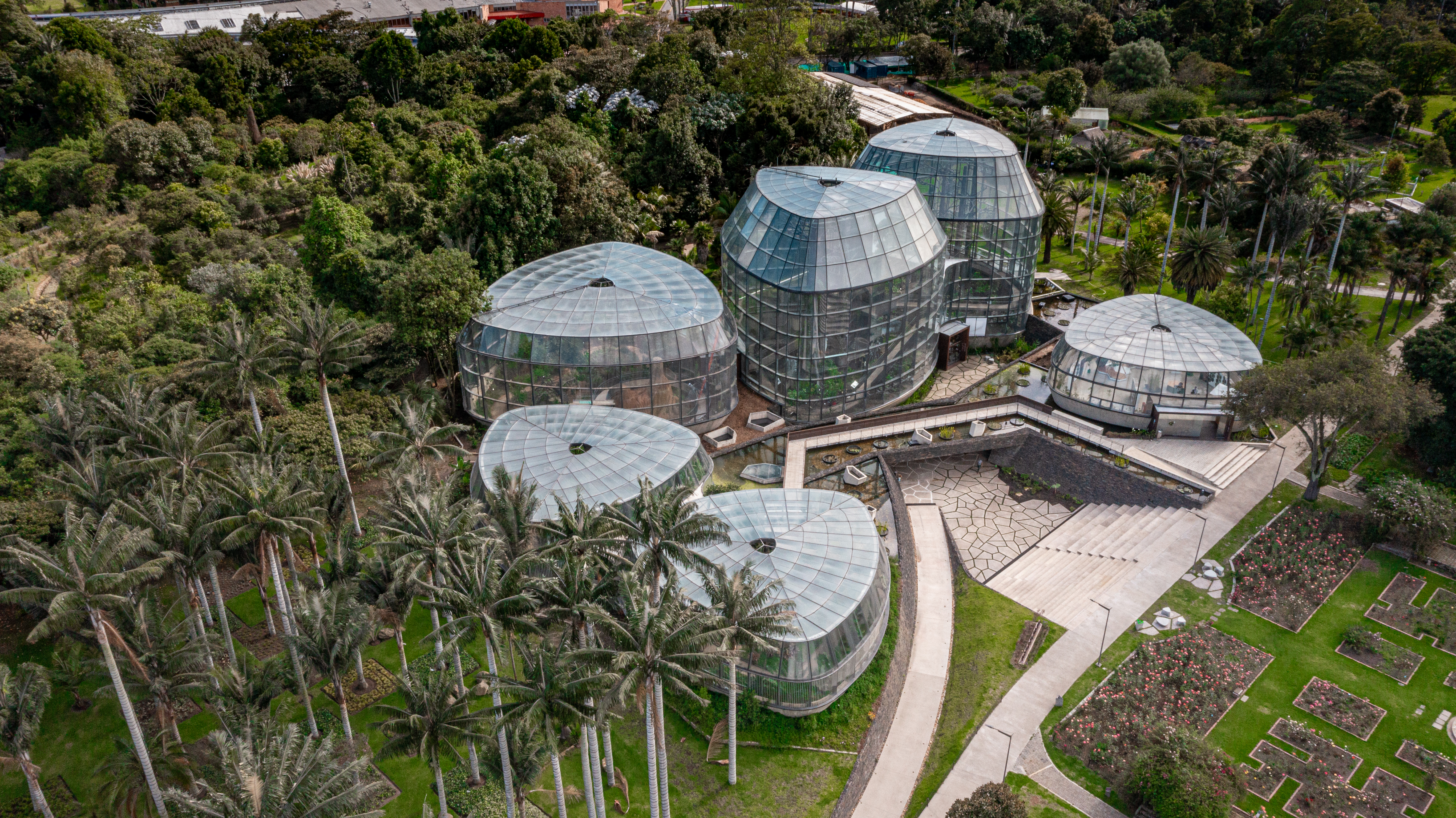
Tropicario distrital

Investigan sobre la recuperación de los ecosistemas que han sido alterados o degradados, con el fin de contribuir al restablecimiento de sus características o atributos y servicios ecosistemas. Es así como generan conocimiento sobre ambientes alterados por disturbios, como la invasión de remato espinoso (caso cerros orientales) y plantaciones forestales no planeadas y con especies invasoras y exóticas, entre otros,  y así dar respuestas asertivas de cómo se debe restaurar. Cuentan con 10 áreas piloto de investigación y han desarrollado 5 modelos de recuperación de ecosistemas aplicables.  
Proporcionan conocimiento sobre las interacciones de las coberturas verdes urbanas y la región. Precisamente, han desarrollado 10 investigaciones sobre arbolado urbano, las cuales les ha permitido identificar las principales enfermedades de nuestros árboles y con ello soluciones y alternativas para garantizar que estén sanos. Adicionalmente, han registrado e identificado 100 especies de aves y 30 de insectos. 
Extienden el conocimiento a cada rincón de la capital, a través de la virtualización con la realización de los especiales multimedia y la apertura de varios canales de comunicación e interacción donde cuentan y evidencian el quehacer del Jardín Botánico.
Adicionalmente, cuenta con recorridos guiados, con el objetivo de acercar a la ciudadanía a los espacios verdes que tienen en sus entornos desde un solo lugar. Como un complemento a la generación de conocimiento realizan eventos abiertos al público, como la exposición de Orquídeas, Bonsái y Carnívoras, Jardín de Noche, Mercados Campesinos, Pícnic Literario; y producen especiales multimedia que pueden encontrar a través de la página web www.jbb.gov.co/especiales, los cuales sirven como mecanismo interactivo y atractivo, no solo para público adulto, sino para los niños y jóvenes, para que aprendan y conozcan sobre el patrimonio vegetal de la ciudad.
Dentro del jardín se puede disfrutar del Tropicario, un circuito de invernaderos en los que se puede recorrer diferentes ecosistemas de Colombia, desde el superpáramo, ubicado en la parte más alta de nuestras montañas donde nacen los ríos que recorren el territorio, hasta las selvas húmedas tropicales que se encuentran entre los lugares más biodiversos del mundo. También, los valles interandinos de los ríos Cauca y Magdalena, hasta llegar a la Alta Guajira para conocer la biodiversidad del amenazado Bosque seco tropical.
Asimismo, cuentan con un sofisticado Herbario, modernizado en 2017, en donde además de conocer sobre la diversidad de especies nativas e introducidas y su distribución en la capital,  recientemente lograron la primera extracción de ADN de un caucho sabanero, en el laboratorio de biología molecular, donde buscan identificar los orígenes de los árboles más comunes del arbolado de Bogotá e impulsar el desarrollo de investigaciones para la conservación de la diversidad de la flora de la ciudad.
Realizan plantaciones de árboles de las especies que mejor se adaptan a las condiciones de la capital, como el falso pimiento, liquidámbar, palma fénix, pino romerón, roble, ligustro, palma de cera, caucho sabanero, yarumo, roble australiano, guayacán de Manizales, cedro, nogal, caucho Tequendama, carbonero, eucalipto pomarroso, sietecueros, chicalá amarillo, chicalá rosado, y fresno, entre otras, las cuales fueron seleccionadas teniendo en cuenta los microclimas de Bogotá, la resistencia al estrés y contaminación urbana y el tipo de suelo, entre otros factores, que hacen de los árboles de Bogotá un referente, una identidad: con copas densas y altas para generar mayor visibilidad; longevos, con alta captación de partículas (CO²) y atractivos para la diversidad de aves e insectos.
Diariamente realizan el manejo integral de plagas y enfermedades, acompañado de exhaustivas jornadas de mantenimiento a todos y cada uno de los árboles de la ciudad, como poda, riego, plateo o retutorado.